# Bilskirnir
En la mitología nórdica, Bilskirnir, también Bilskírnir, era el palacio-residencia de Thor. Aquí es donde reside junto con su esposa Sif y sus hijos. Está localizado en Thrúdvangar o Thrúdheim en Asgard, así como el resto de las moradas de los dioses. Uno de los kenningar utilizados para nombrar a Thor por Snorri Sturluson era "dueño de Bilskírnir".

## Descripción
De acuerdo a la descripción realizadas tanto en el Grímnismál (24) el edificio contiene 540 salas y está construido de manera que pueda dar cabida a la gran altura de Thor:

Quinientas estancias más otras cuarenta 
pienso que tiene Bilskírnir;
 todas las casas que vi levantas 
la mayor la tiene mi hijo.
Grímnismál. 24.

El Gylfaginning (20) reitera dicha descripción, incluso retoma los versos del Grímnismál para describir el palacio:

El más famoso es Tor, que se le llama Asa-Tor o también Oku-Tor; es el más fuerte entre todos los dioses y los hombres. Su reino se llama Trúdvangar y su mansión Bilskírnir. En esta mansión hay quinietas estancias y cuarenta más; es la mayor de las casas que se conocen.
Gylfaginning. 20.

## Etimología
No hay acuerdo en el significado del término Bilskírnir, aunque se ha propuesto que podría significar: "repentinamente iluminado" o "eterno".